# Hanumanthapura, Sidlaghatta
Hanumanthapura là một làng thuộc tehsil Sidlaghatta, huyện Kolar, bang Karnataka, Ấn Độ.